# 창원 신불사 묘법연화경
창원 신불사 묘법연화경(昌原 神佛寺 妙法蓮華經)은 대한민국 경상남도 창원시 마산회원구 내서읍 신불사에 있는 목판본 불경이다. 2016년 2월 4일 경상남도의 문화재자료 제622호로 지정되었다.

## 개요
｢묘법연화경｣은 일명 ‘｢법화경(法華經)｣’이라 지칭되며, 석가모니의 40년 설법을 집약하는 정수를 담고 있는 경전이다. 요진(姚秦) 시대의 한역본으로 406년경에 처음으로 구마라집(鳩摩羅什)의 한역(漢譯)이다.
｢묘법연화경｣은 일명 ‘｢法華經｣’이라 지칭되며, 석가모니의 40년 설법을 집약하는 정수를 담고 있는 경전이다. 요진(姚秦) 시대의 한역본으로 406년경에 처음으로 구마라집(鳩摩羅什)의 한역(漢譯)이다.
본 조사 자료는, ｢법화경｣의 7권(卷) 중에서, ‘1책 3권’으로 구성된 잔권(殘卷)의 목판본(木板本)으로, 권수제(卷首題)는 ‘妙法蓮華經’이며, 판심제(版心題)는 ‘法華經’으로 확인된다. 제책(製冊)의 형태는 오침안선장본(五針眼線裝本)으로 되어 있다. 판식(版式)은 사주쌍변(四周雙變)에, 반곽(半郭)의 크기는 세로22.1cm에 가로16.3cm이며, 계선이 있고(有界), 8행(行) 13자(字)로 배열되어 있다.
본서(本書)는 1책으로, ‘1527년 광흥[사] 개판(嘉靖六年丁亥九月日…廣興開板)’이라는 명확한 간행 기록(刊記)있으며, 본문의 인출 및 보관상태가 매우 양호한 고서로, 임진왜란 이전에 간행된 귀중서(貴重書)이나, ｢법화경｣의 전권(全卷)이 아니다.

## 참고 자료
- 창원 신불사 묘법연화경 - 국가유산청 국가유산포털